# Chinesischer Schmuck-Enzian
Der Chinesische Schmuck-Enzian (Gentiana sino-ornata), auch Chinesischer Herbst-Enzian genannt, ist eine Pflanzenart aus der Gattung der Enziane (Gentiana). Sie kommt in zwei Varietäten in China vor.

## Beschreibung

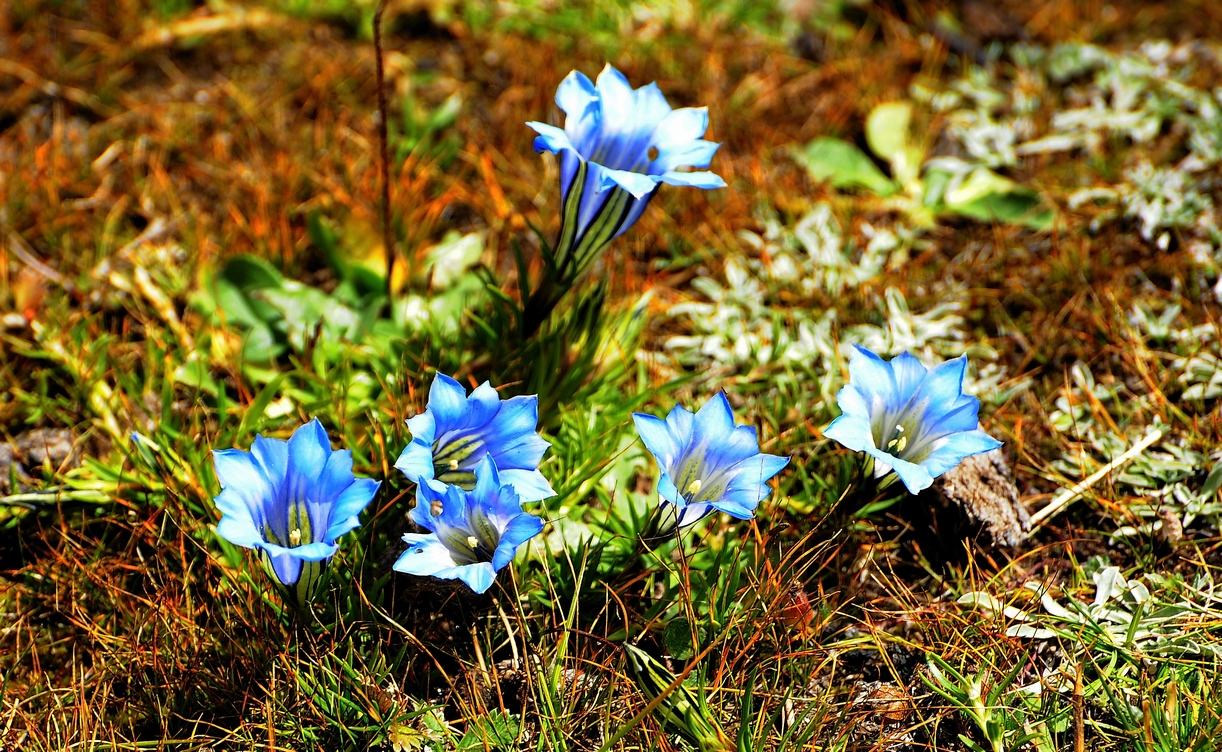
Blüten

### Vegetative Merkmale
Der Chinesische Schmuck-Enzian ist eine ausdauernde krautige Pflanze, die Wuchshöhen von 10 bis 15 Zentimetern erreicht. Die aufrecht stehenden, kahlen Stängel sind kurz verzweigt, einige Zweige tragen keine Blüten.
Die Laubblätter der Grundrosette sind nur schwach ausgeprägt. Ihre Blattspreite ist bei einer Länge von 4 bis 6 Millimetern sowie einer Breite von 2 bis 5 Millimetern schmal dreieckig mit einer auf einer Länge von 2 bis 4 Millimetern verwachsenen Basis, spitzem oberen Ende und rauen Rand. Die gegenständig an den Stängeln angeordneten Laubblätter sind nach oben eingebogen und stehen zur Sprossspitze hin dichter und sind größer; ihre Mittelrippe ist deutlich ausgeprägt. Die unteren bis mittleren Stängelblätter sind 7 bis 10 Millimeter lang und 2 bis 2,5 Millimeter breit, darüber sind sie 1 bis 3,5 Zentimeter lang und 2 bis 3 Millimeter breit. Die oberen Stängelblätter sind 2 bis 4 Millimeter lang sowie 2 bis 3 Millimeter breit mit keilförmiger Basis, zugespitztem oberen Ende und rauem Blattrand. 

### Generative Merkmale
Blüte- und Fruchtreifezeit des Chinesischen Schmuck-Enzians reichen Mai bis Oktober. Die sitzenden Blüten stehen einzeln und endständig. Die obersten Blätter umhüllen den Blütenkelch.
Die zwittrigen Blüten sind radiärsymmetrisch mit doppelter Blütenhülle. Die Kelchblätter sind verwachsen. Die Kelchröhre ist bei einer Länge von 1,3 bis 1,5 Zentimetern schmal verkehrt-kegelförmig. Die grünen Kelchzipfel sind bei einer Länge von 1,3 bis 1,5 Zentimetern linealisch-lanzettlich bis lanzettlich mit zugespitztem oberen Ende, rauem Rand und deutlich ausgeprägter Mittelrippe. Die Krone ist blassblau, an der Basis blassgelb bis weiß und ist mit dunkelblauen Streifen oder Punkten versehen. Die Blütenkrone ist bei einem Durchmesser von 5 bis 6 Zentimetern verkehrt-kegelförmig bis verkehrt-kegelförmig-röhrig. Die Kronzipfel sind bei einer Länge von 7 bis 8 Millimetern eiförmig und ganzrandig. Die Anhängsel in den Falten zwischen den verwachsenen Kronblättern sind bei einer Länge von 2 bis 3 Millimeter eiförmig mit stumpfem oberen Ende und ganzrandig. Die Staubblätter setzen in der Mitte der Kronröhre an. Die Staubfäden sind 1 bis 1,2 Zentimeter lang. Die Staubbeutel sind bei einer Länge von 3 bis 3,5 Millimetern schmal elliptisch. Der 6 bis 7 Millimeter lange Griffel endet in linealischen Narbenlappen.
Die Kapselfrucht ist bei einer Länge von 2,5 bis 2,7 Zentimeter eiförmig-elliptisch. Das Gynophor ist bis 2,5 Zentimeter lang. Die hellbraunen Samen sind elliptisch und 0,8 bis 1 Millimeter groß.

### Chromosomenzahl
Die Chromosomenzahl beträgt 2n = 48.

## Vorkommen
Gentiana sino-ornata kommt in der Volksrepublik China im östlichen Tibet, im westlichen Sichuan sowie im nordwestlichen Yunnan vor. Die Standorte liegen in Höhenlagen von 2800 bis 4600 Metern.

## Systematik
Die Erstbeschreibung von Gentiana sino-ornata erfolgte 1918 durch Isaac Bayley Balfour.
Von der Art Gentiana sino-ornata gibt es zwei Varietäten und eine Form:
- Gentiana sino-ornata Balf. f. var. sino-ornata: Sie gedeiht in Höhenlagen von 2800 bis 4600 Metern in China im östlichen Tibet, nordwestlichen Yunnan und westlichen Sichuan vor. Die Stängelblätter sind lanzettlich bis lineal-lanzettlich, die Krone ist schmal bis trichterförmig.
- Gentiana sino-ornata var. gloriosa Marquand: Sie gedeiht auf nassen Auwiesen, alpinen Matten und gebüschreichen Wiesen in Höhenlagen von 3000 bis 4300 Metern in China im östlichen Tibet, nordwestlichen Yunnan sowie südwestlichen Sichuan. Die Stängelblätter sind elliptisch-lanzettlich, die Krone ist trichter-röhrenförmig.
- Gentiana sino-ornata f. alba (Forrest) Marquand: Diese Form kommt in China in Nordwest-Yunnan und Südwest-Sichuan auf nassen Auenwiesen und alpinen Matten in Höhenlagen von 3600 bis 4300 Meter vor. Die Krone ist weiß.

## Nutzung
Der Chinesische Schmuck-Enzian wird selten als Zierpflanze in Steingärten genutzt. Sie ist die Elternpflanze zahlreicher Hybriden. Es gibt zahlreiche Sorten (Auswahl):
- ‘Bellatrix’: Die Krone ist weiß mit blauen Tupfen.
- ‘Blauer Zwerg’: Die Pflanzen sind kurztriebig.
- ‘Excelsior’: Sie ist großblütig.
- ‘Pilatusgeist’: Die Pflanzen sind reichblütig.

Daneben gibt es auch Sorten mit gefüllten Blüten. Gentiana sino-ornata ist seit ungefähr 1910 in Kultur.